# Pseudoeurycea orchimelas
Pseudoeurycea orchimelas es una especie de salamandras en la familia Plethodontidae. Es endémica de México. Su hábitat natural son bosques húmedos tropicales o subtropicales a baja altitud. Está amenazada de extinción debido a la destrucción de su hábitat.